# Jannis Wehry
Jannis Wehry (* 16. Juni 2001) ist ein deutscher Volleyballspieler.

## Karriere
Wehry spielte von 2023 bis 2025 mit der zweiten Mannschaft des TSV Giesen in der Zweiten Liga Nord. 2025 wurde der Mittelblocker vom Erstligisten Volley Goats Mitteldeutschland verpflichtet.